# Гурівський замок
Гурівський замок (пол. Zamek w Górze, нім. Burg Guhrau) — залишки замку у місті Гура Нижньосілезького воєводства в Польщі.

## Історія
Замок, ймовірно, було побудовано на межі XIV та XV століть. Перша згадка про нього датується 1409 роком. Будівля, яка вважається його залишком, побудована з цегли та має чотирикутну форму; є частиною південно-західної частини міських мурів. У XIX столітті вона була перебудована у в'язницю.